# Estación de Antequera-Santa Ana
Estación de Antequera-Santa Ana vasútállomás Spanyolországban, Antequera településen. Része a spanyol nagysebességű vasúthálózatnak, ide érkeznek a nagysebességű járatok. A regionális vonatok a város másik állomását, Estación de Antequera állomást használják.

## Vasútvonalak
Az állomást az alábbi vasútvonalak érintik:
- Córdoba–Málaga nagysebességű vasútvonal
- Antequera–Granada nagysebességű vasútvonal

## Kapcsolódó állomások
A vasútállomáshoz az alábbi állomások vannak a legközelebb:
- Estación de Córdoba Central
- Estación de Málaga-María Zambrano

## Képgaléria

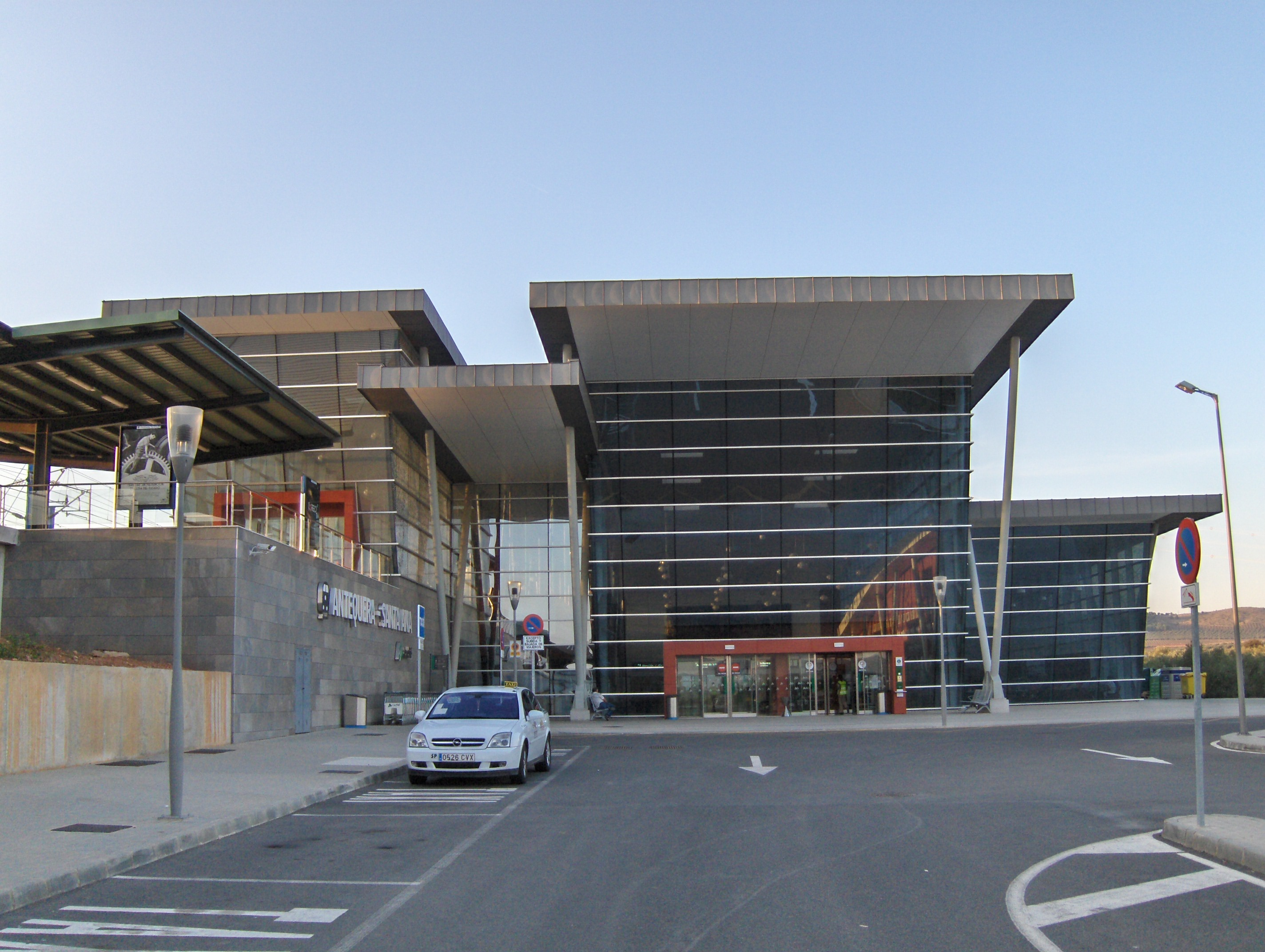
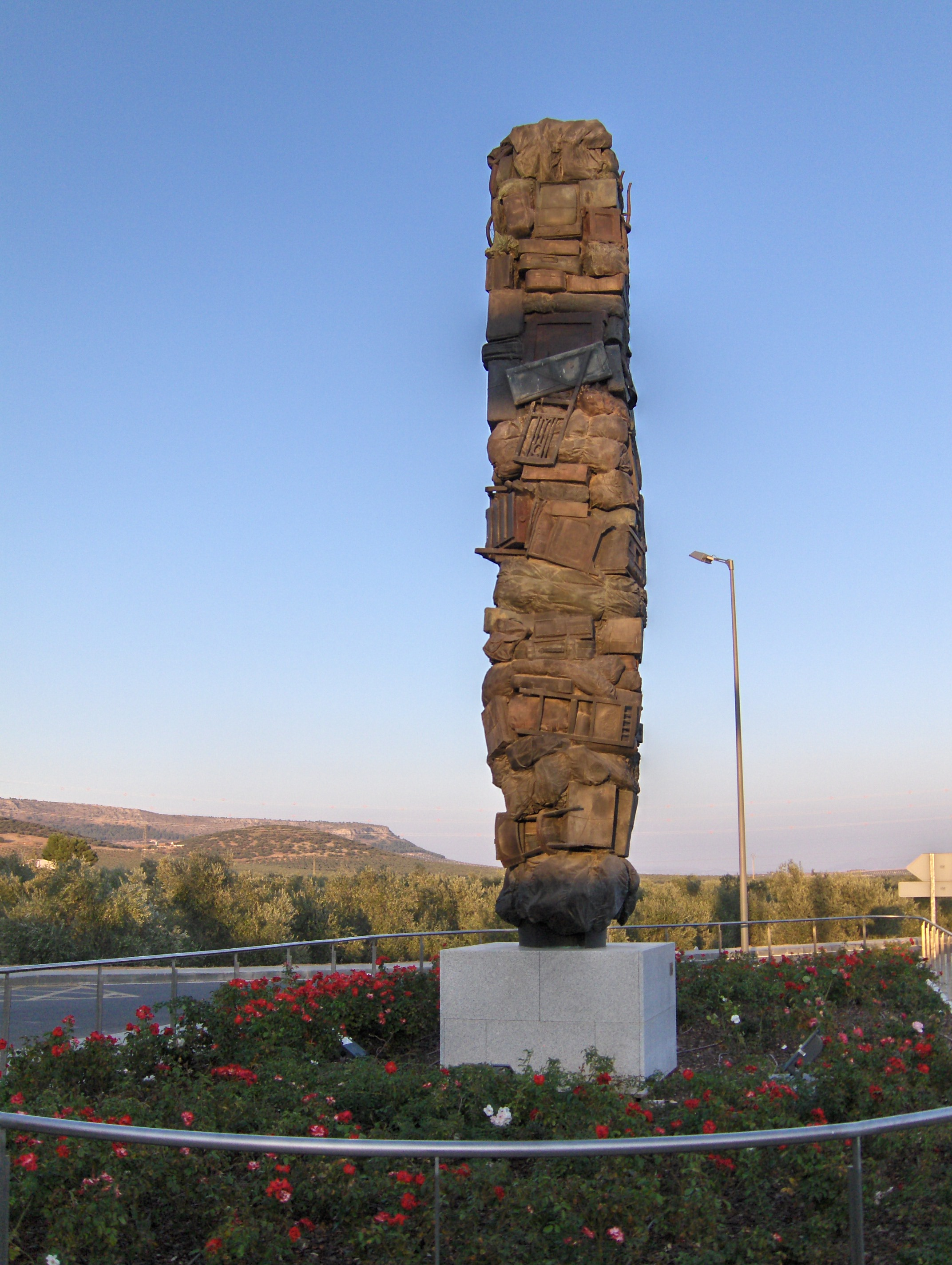
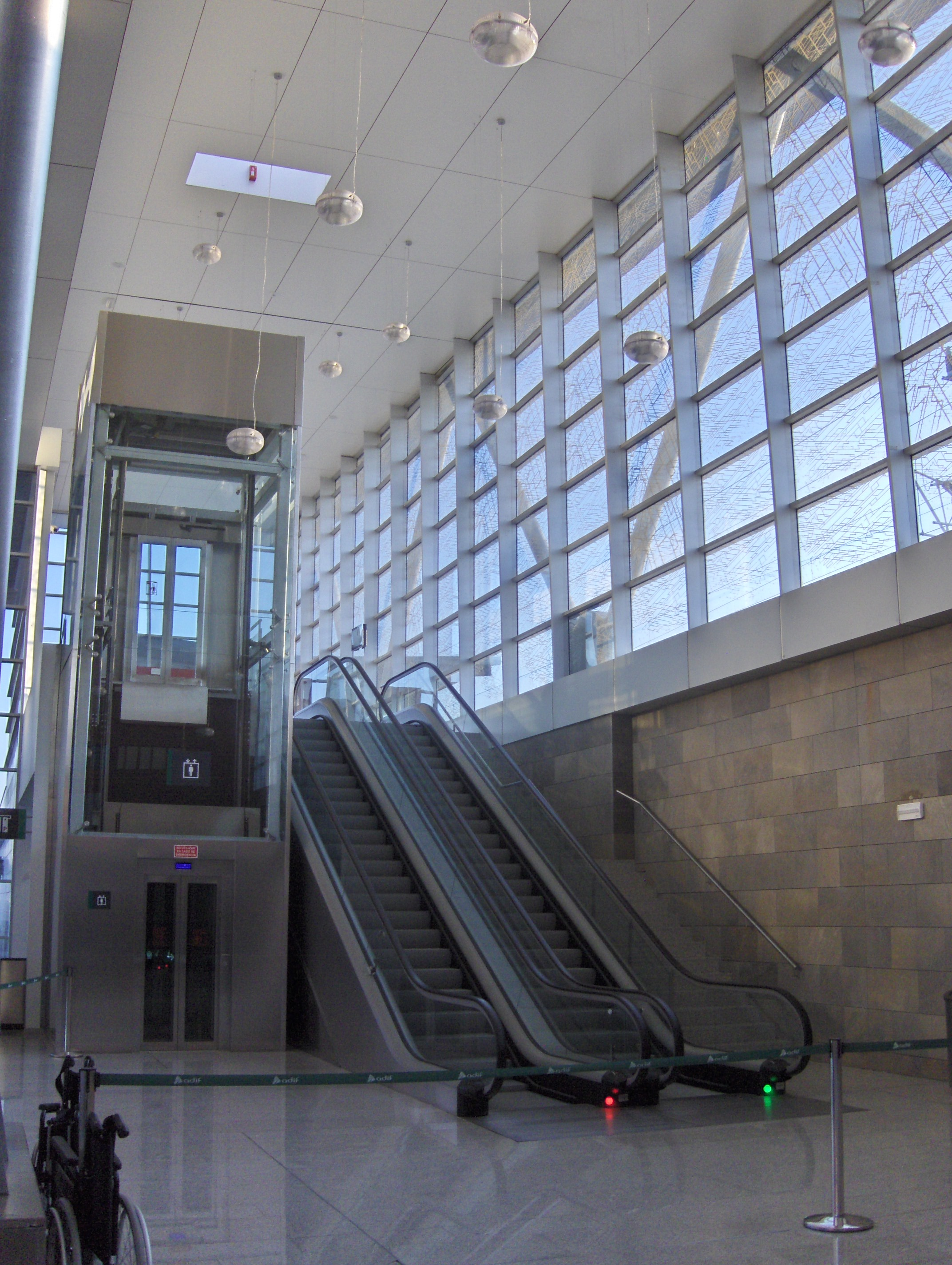
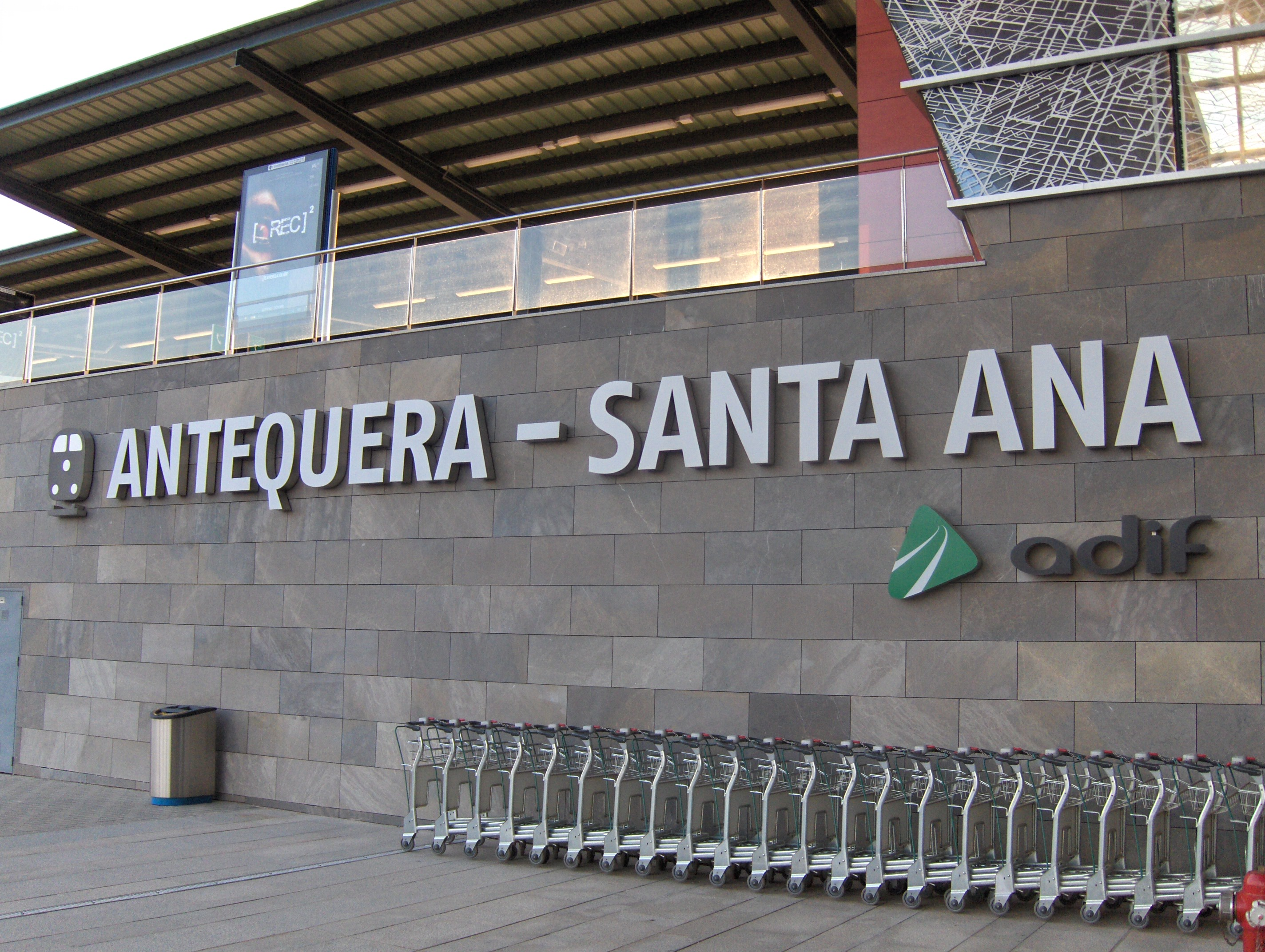
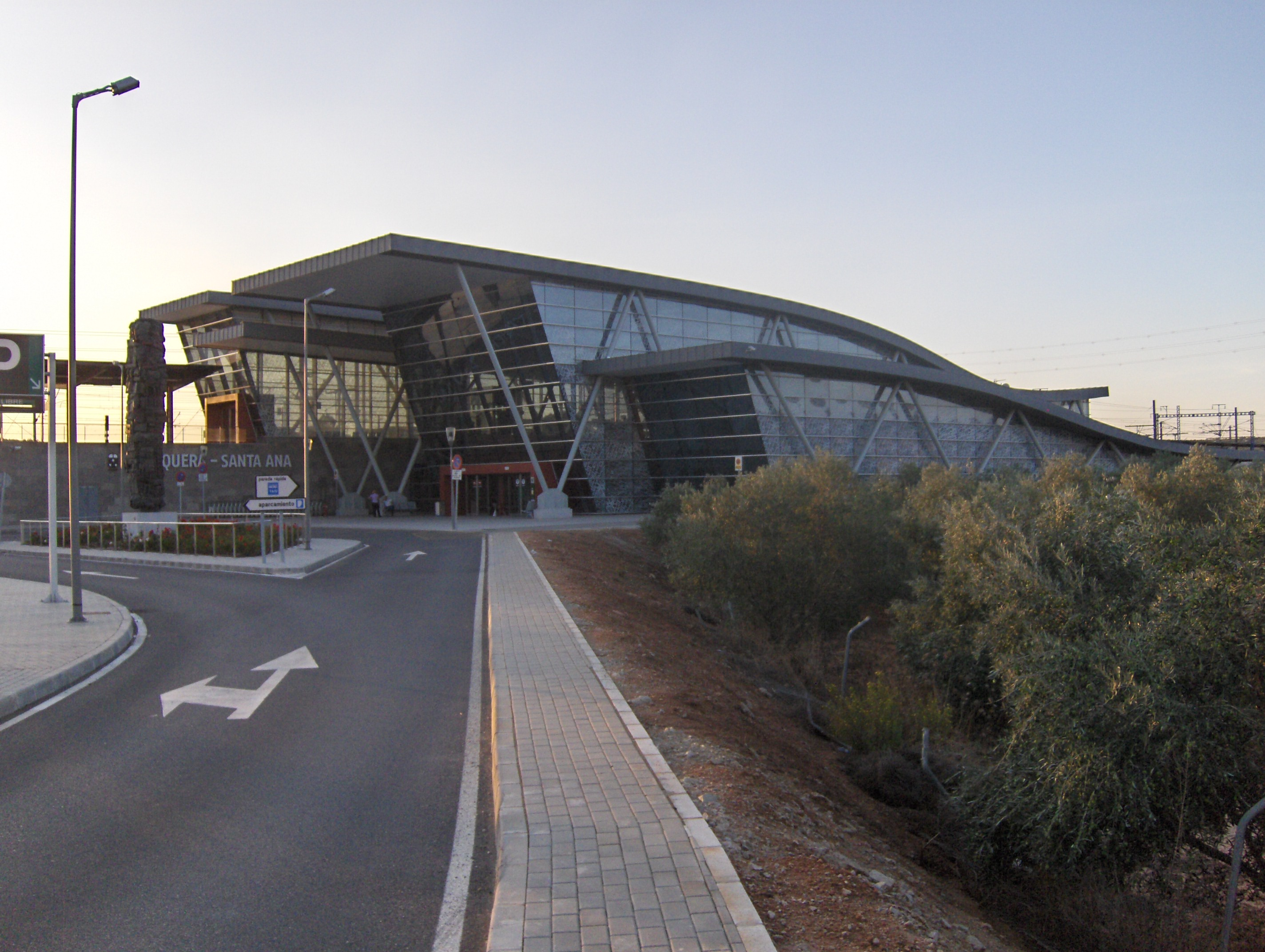
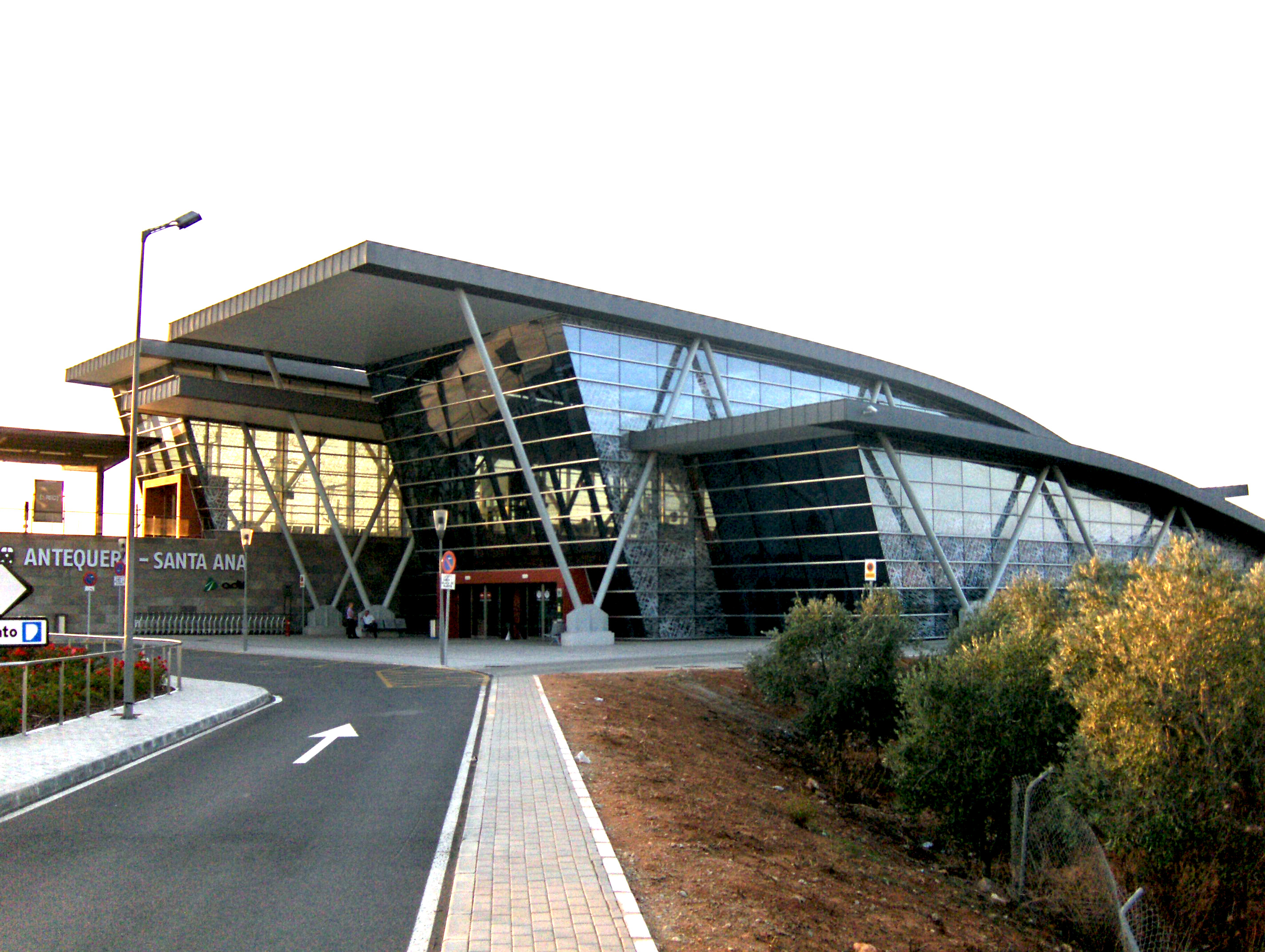
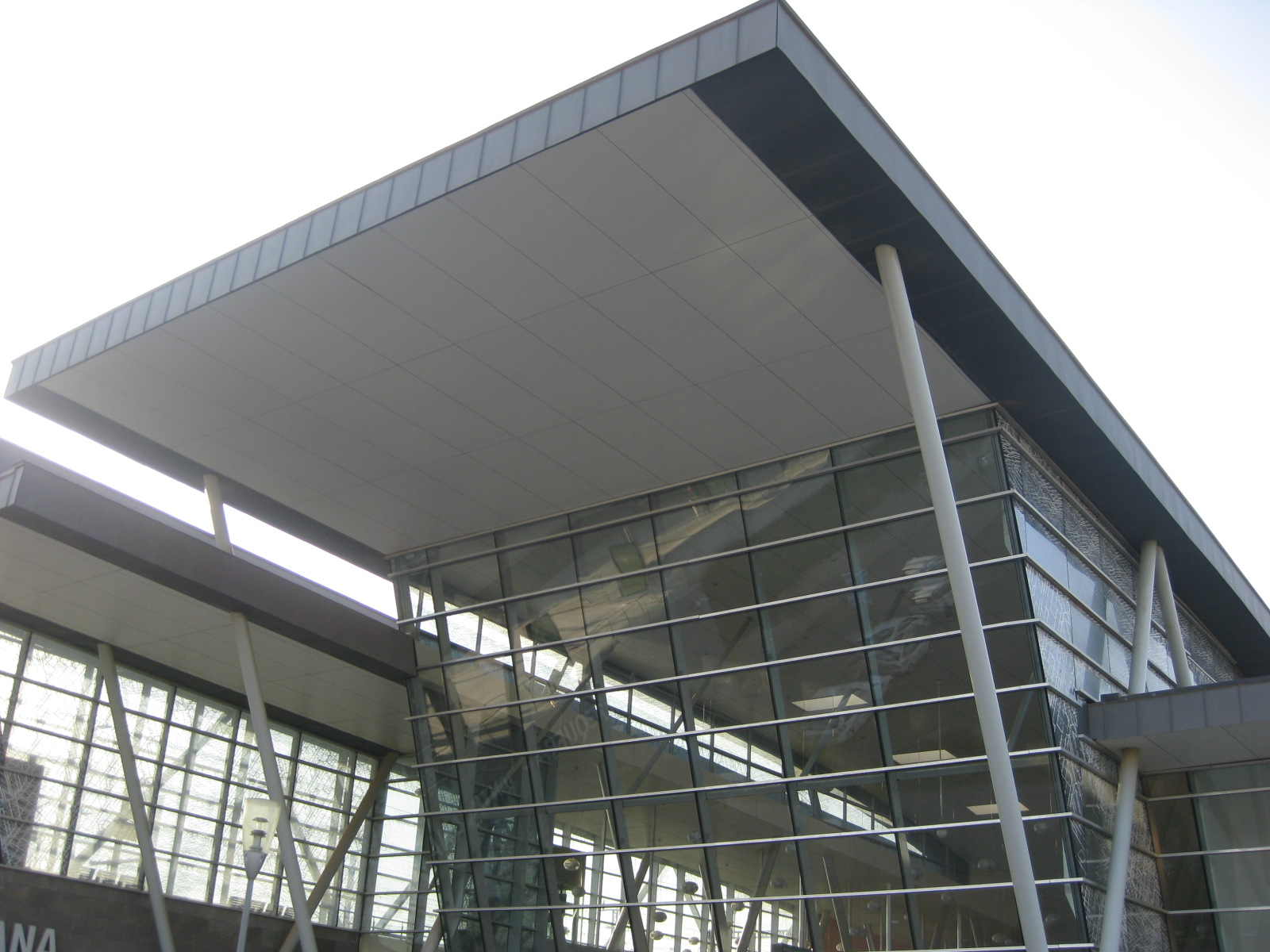